# Андезит
Андезитът е ефузивна вулканична скала.  Наименована е на Андите 
от Кристиан Леополд фон Бух през 1826 г.  Минералният ѝ състав включва плагиоклаз, биотит, амфибол и пироксен.  Наричан е в практиката „куршум камък“. В град Копривщица оригиналът на скулптурата „Майка“ на проф. Иван Лазаров, намиращ се в къща музей „Димчо Дебелянов“ е изработена от айтоски андезит.
Андезитът е вулканичен аналог на интрузивната скала диорит.

## Други
На андезита е наречена улица в квартал „Киноцентъра III“ в София (Карта).